# NGC 5646
NGC 5646 ist eine 14,2 mag helle Balkenspiralgalaxie vom Hubble-Typ SBb im Sternbild Bärenhüter und etwa 387 Millionen Lichtjahre von der Milchstraße entfernt. 
Sie wurde am 29. April 1881 von Édouard Stephan entdeckt.